# راينر ميركل
راينر ميركل Rainer Merkel (ولد 26 مايو 1964 في كولونيا) هو أديب ألماني.

## حياته
درس علم النفس وتاريخ الفن في برلين. وعمل في وكالة للوسائط المتعددة عالم نفس. وهو يقيم حاليا في دبلن وبرلين متفرغا للكتابة الحرة. وحصل على عدة جوائز منها الجائزة الأدبية التشجيعية من مؤسسة يورجن بونتو في عام 2001.

## من أعماله
- عام المعجزة 2001
- عند الإطلالة على الخارج 2002
- الشعور في الصباح 2005.

## روابط خارجية
- راينر ميركل على موقع مونزينجر (الألمانية)